# 雪のコンチェルト
『雪のコンチェルト』（ゆきのコンチェルト）は、1991年に松竹の配給で公開された日本映画。

## 概要
雪を求めてゲレンデからゲレンデへと放浪の旅を続けるタヌ公（風間トオル）とジム（亜仁丸レスリー）は、五竜とおみスキー場で2人の女子大生と知り合う。その内の一人、由香利はジムに熱を上げ、放浪の旅に同行。御子は由香利の親から頼まれて彼女を一旦東京へ連れ戻すが、自分が2人と旅に出てしまう。『イージー・ライダー』のスキー版とも言うべき青春群像。

## スタッフ
- 監督：松本廣
- 脚本：藤島道夫
- 原作：生田直親
- 製作総指揮：江木俊夫
- 製作者：早川忠継
- プロデューサー：鵜之沢伸・飯島茂・佐藤雅道
- 音楽：川崎真弘
- 音楽プロデュース：松原正樹
- スノーボード監修：重田康宏
- パラグライダー監修：石川裕司
- スキー監修：三本松陽介
- 音響効果：福島音響
- 現像：東映化学
- 企画協力：オフィスキッド、ヴィクトリア
- 製作協力：パインウッド
- 製作：バンダイ
- 配給：松竹

## キャスト
- タヌ公：風間トオル
- ジム：亜仁丸レスリー
- 御子：藤野明美
- おりも政夫
- 石田純一
- 吹田明日香
- 裕木奈江
- 南田洋子
- 北村一輝
- 速水典子
- 酒井敏也
- 丹古母鬼馬二
- 岡部征純
- 大村波彦
- 山口仁

ほか

## 挿入歌
- SHOW ME YOUR DEVOTION （Marilyn Scott with Bobby Caldwell）